# Bahr el Ghazal (regija)
Bahr el Ghazal je povijesna regija na zapadu Južnoga Sudana, koja je dobila ime po istoimenoj rijeci koja teče kroz nju.

## Zemljopis
Regija se sastoji od 4 južnosudanske državne države: Sjeverni Bahr el Ghazal, Zapadni Bahr el Ghazal, Jezera i Warrap. Na zapadu regija graniči sa Srednjoafičkom Republikom. Regija je močvarno područje u kojem uglavnom žive pripadnici naroda Dinka, koji se najviše bave stočarstvom i peradarstvom. Plemena Luwo i Fartit su poznata po lovu.